# Setiang
Setiang is een bestuurslaag in het regentschap Kuantan Singingi van de provincie Riau, Indonesië. Setiang telt 401 inwoners (volkstelling 2010).